# Россия — это мы
«Россия — это мы» (фр. La Russie c’est nous; англ. We Are Russia) — политический документальный фильм 2019 года французского режиссёра и сценариста русского происхождения Александры Дальсбек.
Участник внеконкурсной программы «Среда» XIII Международного фестиваля документального кино «Артдокфест». В 2020 году он также принял участие в конкурсе средне- и короткометражных фильмов МКФ Visions du Réel в Ньоне.

## Сюжет
2017 год. До выборов президента России около года. Это рассказ о молодых москвичах, поддерживающих тогдашнего кандидата Алексея Навального перед сомнительными выборами, на которые его в итоге не допустили. Их активность может показаться скромной, по крайней мере, по сравнению с массовыми протестами на Майдане. У правительственных зданий стоят небольшие плакаты с надписью «Продайте свои виллы и постройте дороги», фотографии публикуются в социальных сетях. Среди розыгрышей — фигура в маске Путина, которая просит у прохожих деньги. И всё же Кремль оказался явно встревожен.

## Восприятие
Обозреватель Financial Times Дэнни Ли оценил фильм на 4 звезды из пяти. По его словам, «Александра Дальсбек рассказывает о молодых сторонниках Алексея Навального и о том, как их мечты были разрушены», а само высказывание режиссёра получилось «яростным». Фил Хоад из The Guardian дал фильму на один балл меньше, чем его коллега. Хоад также отметил: «Дальсбек сосредотачивается на Коле и Милене, двух двадцатилетних отказниках, возглавляющих группу, которая пытается поддержать Навального и свергнуть Путина… Однако в их действиях есть что-то театральное и в какой-то мере бесполезное; ощущение, что, хотя они и поддерживают присутствие Навального в публичном пространстве, они играют в санкционированную оппозиционную игру. Власти, совершая самые незначительные действия в рамках надлежащей правовой процедуры и воздерживаясь от чего-либо по-настоящему карательного в отношении этих мелких сошек, похоже, с удовольствием играют свою роль. Увлечённая погружённость Дальсбек в тему не даёт ему задуматься о том, правильный ли это подход». Критик Modern Times Review Ник Холдсворт резюмировал: «То, чего не хватает дебютному полнометражному документальному фильму Александры Дальсбек „Мы — Россия“ в плане формальной структуры и развития персонажей, он компенсирует своей энергией и непосредственностью».